# Промысловый (Амурская область)
Промысловый — упразднённый железнодорожный блок-пост (тип населённого пункта) в Сковородинском районе Амурской области России. На момент упразднения входила в состав Талданского сельсовета. Исключен из учётных данных в 1984 году.

## География
Располагался в истоке безымянного ручья, притока реки Мари, на перегоне Свободный — Сковородино Забайкальской железной дороги.

## История
Блок-пост основан в 1936 году.
Решением Амурского исполкома от 29 августа 1984 года № 380, блок-пост Промысловый исключен из учётных данных как несуществующий.